# Joane
Joane é uma vila portuguesa sede da Freguesia de Joane do Município de Vila Nova de Famalicão, freguesia com 7,25 km² de área e 7946 habitantes (censo de 2021), tendo, assim, uma densidade populacional de 1 096 hab./km².
A povoação de Joane foi elevada à categoria de vila em 1986.

## Demografia
A população registada nos censos foi:
| Ano  | 0-14 Anos | 15-24 Anos | 25-64 Anos | > 65 Anos |
| 2001 | 1553      | 1234       | 4047       | 694       |
| 2011 | 1397      | 1048       | 4723       | 921       |
| 2021 | 1016      | 962        | 4550       | 1418      |

## Heráldica de Joane
Brasão 
Escudo de prata, roda dentada de negro entre duas espigas de milho de vermelho, folhadas de verde, acantonadas em chefe e um cacho de uvas de púrpura, folhado de verde em campanha.
Coroa mural de prata de quatro torres. Listel branco com a legenda a negro: "JOANE".
Bandeira
Esquartelada de vermelho e branco. Cordão e borlas de prata e vermelho. Haste e lança de ouro.
Selo
Nos termos da Lei, com a legenda: "Junta de Freguesia de Joane - Vila Nova de Famalicão".

## História
As primeiras referências à Vila de Joane remontam ao ano de 1065. De proveniência latina, o topónimo Joannem está historicamente relacionado a um primitivo possuidor da "vila" do mesmo nome, existindo ainda a casa-sede e o local (aldeia de Joane), o qual se considera ter sido um dos mais respeitáveis proprietários do período românico. Joane indicará, por isso, uma antiga unidade agrária dimensionada pelos romanos, atribuindo-se a estes a organização da primitiva agricultura da Península Ibérica. Elevada à categoria de Vila a 3 de julho de 1986, residem atualmente em Joane 7946 pessoas (censo de 2021) dispersas por 7,25 km² de território. Das atividades econômicas desenvolvidas, a indústria é a dominante seguindo-se o setor dos serviços que se tem afirmado na vila. Joane assume-se atualmente como um polo de desenvolvimento em plena expansão, afirmando-se como um dos centros mais desenvolvidos do concelho de Vila Nova de Famalicão.

## Figuras Ilustres

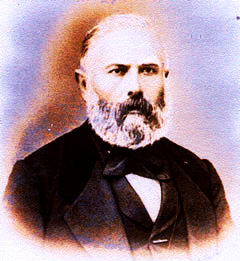
António Luís Machado Guimarães, 1.º Barão de Joane.

### 1.ºBarão de Joane

#### António Luís Machado Guimarães(1820-82)
(Empresário Agrícola e Comercial)
Fidalgo Cavaleiro da Casa Real; comendador da Ordem de Cristo, Cavaleiro da Ordem de N. Sr.ª da Conceição, proprietário na vila de Joane. Nasceu em V. N. de Famalicão a 31 de janeiro de 1820; faleceu em Joane a 18 de junho de 1882. Casou duas vezes; a primeira com D. Joana Teresa Guimarães, e a segunda com D. Praxedes de Sousa Guimarães, filha de Bernardino de Sousa Guimarães, capitalista. Do primeiro matrimónio, houve um filho, com o mesmo nome do seu pai, nascido a 18 de Janeiro de 1847, o qual foi Presidente da Câmara Municipal de V. N. de Famalicão e o 2.º barão de Joane. Do segundo matrimónio foi filho o Sr. conselheiro Bernardino Machado. Teve a concessão do título de Barão de Joane por decreto de 11 e carta de 16 de Julho de 1870. O brasão de armas é um escudo com as armas dos Machados. A baronesa viúva, D. Praxedes de Sousa Guimarães, faleceu em Vila do Conde em Setembro de 1901.

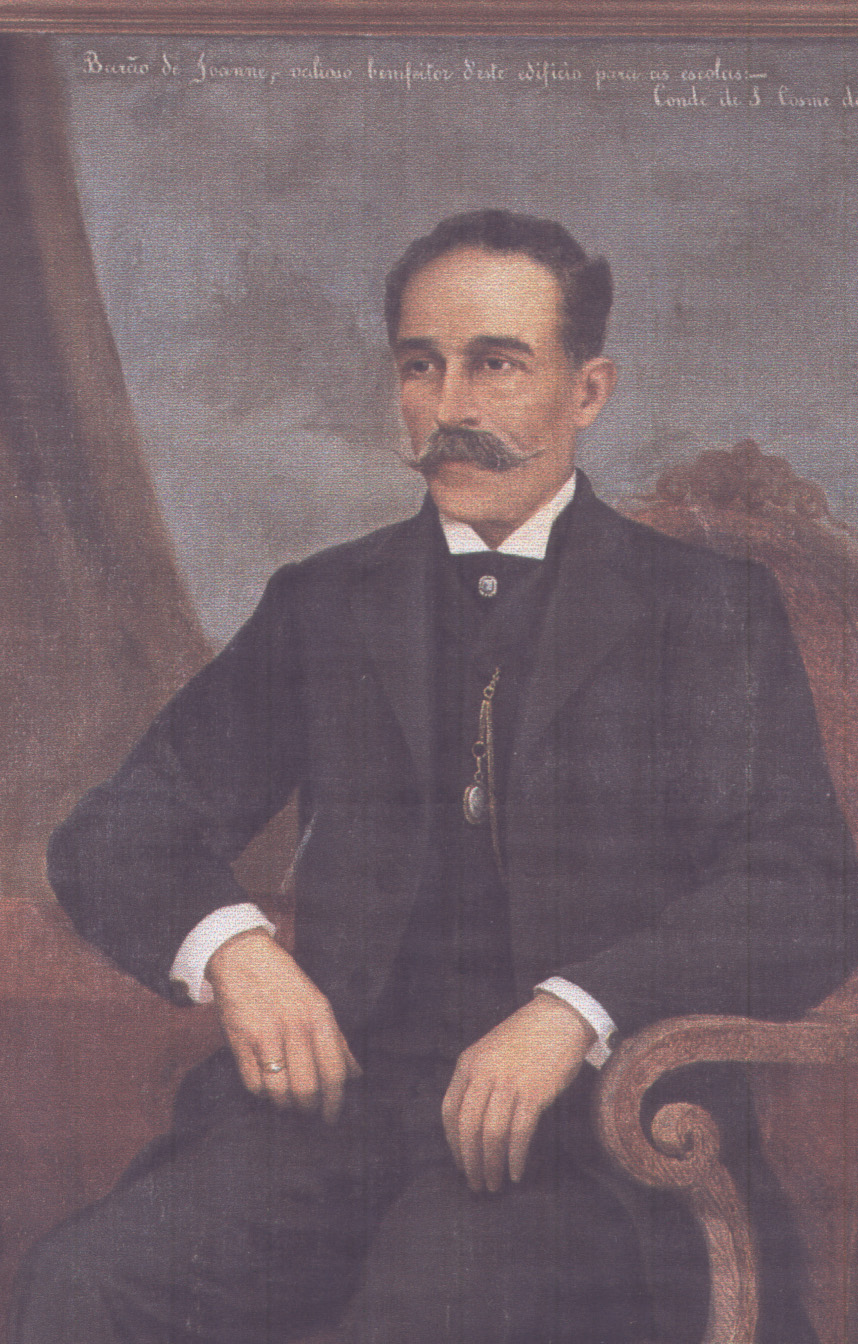
António Luís Machado Guimarães, 2.º Barão de Joane.

### 2.º Barão de Joane[nota 1]

#### António Luís Machado Guimarães(1847-1909)
(Presidente da Câmara de Vila Nova de Famalicão)
Nascido no Rio de Janeiro em 18 de janeiro de 1847, fruto do primeiro casamento de António Luís Machado Guimarães, 1.º Barão de Joane, António Luís Machado Guimarães (filho), 2.º Barão de Joane, foi um dos primeiros vultos do concelho de Famalicão, e um grande benemérito. Membro do Partido Progressista — e seu líder incontestável no concelho —, foi Presidente da Câmara Municipal de V. N. de Famalicão em 1899-1900 e 1905-07 e Provedor do Hospital de São João de Deus (1.7.1890 a 1.7.1894; 1.7.1903 até à sua morte em 1.10.1909).
Possuía um belo solar — a Casa de Rorigo —, em Calendário, às portas da cidade de Famalicão, onde também residiu o seu meio-irmão Bernardino Machado.
Faleceu no dia 1 de outubro de 1909, em Vila Nova de Famalicão, aos 62 anos.

### Bernardino Machado
(Presidente da Republica de Portugal)

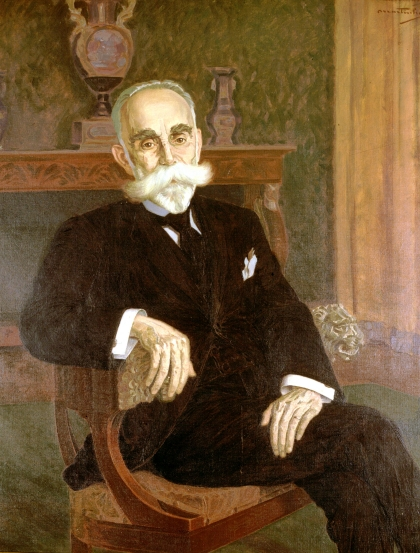
Bernardino Machado

“Bernardino Machado assume, por duas vezes, o lugar de mais alto Magistrado da Nação: No primeiro período, para o quadriénio de 1915-1919 e, no segundo, para o de 1925-1929. Não cumpre nenhum deles por completo, abortados que são pelos movimentos militares de Sidónio Pais (5-12-1917) e de Mendes Cabeçadas e Gomes da Costa (28-5-1926).
Bernardino Luís Machado Guimarães nasce no Rio de Janeiro (Brasil) em 28 de Março de 1851, filho de António Luís Machado Guimarães e da sua segunda mulher, Praxedes de Sousa Ribeiro Guimarães.
Seu pai, nascido em Vila Nova de Famalicão em 31-1-1820, é um abastado comerciante que emigrara para o Brasil. Em 1870 seria o 1.º barão de Joane, sua terra natal, designado por decreto régio.
Vive os primeiros anos no Brasil, regressando a Portugal em 1860 com a família, que se fixa em Joane e depois em Famalicão. Em
1872, atinge a maioridade e opta pela nacionalidade portuguesa.”(…) 

### Francisco Forte Faria Torrinha
(Professor e Escritor)

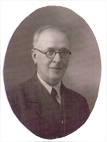
Francisco Forte Faria Torrinha

Nasceu em Joane, Famalicão, a 1 de Maio de 1879. Morreu em 1953, a 16 de Outubro, com 74 anos, após uma vida dedicada à língua e cultura portuguesa.
Fez o curso liceal em Braga e formou-se em teologia, em Coimbra. Depois de uma breve passagem como professor pelo liceu de Évora, foi colocado no liceu D. Manuel, no Porto, actual Escola Secundária Rodrigues de Freitas, por decreto de 12 de Abril de 1913, publicado no Diário da República nº. 105, de 7 de Maio.
Aí exerceu o seu cargo de professor durante 36 anos. Estudioso infatigável doutorou-se na antiga Faculdade de Letras do Porto onde ainda foi catedrático.
Também dirigiu a Escola Industrial Faria Guimarães. Para além destes cargos que exerceu dedicou a sua vida a estudar gramática, tendo publicado vários desse estudos.
Colaborou em várias revistas culturais (exemplo: Portucale) publicando artigos sobre assuntos de Filologia.

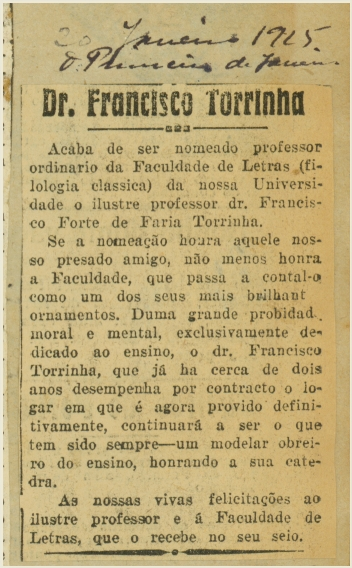
Dr. Francisco Torrinha Edição do Jornal O Primeiro de Janeiro

Foi autor de dicionários Português-Latim e Latim-Português, sem esquecer o famoso Novo Dicionário da Língua Portuguesa. A título de curiosidade refira-se que este dicionário aparece no catálogo geral da famosa Livraria Simões Lopes como «único recomendado pelo Sr. Ministro da instrução» e transcreve, o diário do Governo n.º 50 uma parte do despacho do director de serviços António Pestana, de 24 de Março de 1933: «... considerando que este dicionário, pelo cuidado com que se acha elaborado e principalmente por observar a ortografia oficial, presta excelentes serviços no sentido de auxiliar o prefeito uso da língua nacional... É de parecer que ele seja recomendado às escolas do ensino médio.» E ainda como curiosidade, refira-se que no citado Catálogo este dicionário era enviado «...para todo o país ilhas e África» ao preço de 25$00 e... «solidamente encadernado»!
Foi condecorado pelo Governo com ordem de Santiago cujas insígnias lhe foram entregues em sessão pública de homenagem no «seu» liceu, o Liceu D. Manuel.
A sua última obra, um novo dicionário, ficou inacabado.
Ao adquirir o antigo Colégio Brotero entendeu o Governo de então dar o nome de ESCOLA FRANCISCO TORRINHA à Escola oficial que aí nasceu homenageando, assim, este filólogo 

### José Ribeiro Barbosa
(Militar/ Governador civil de Braga)

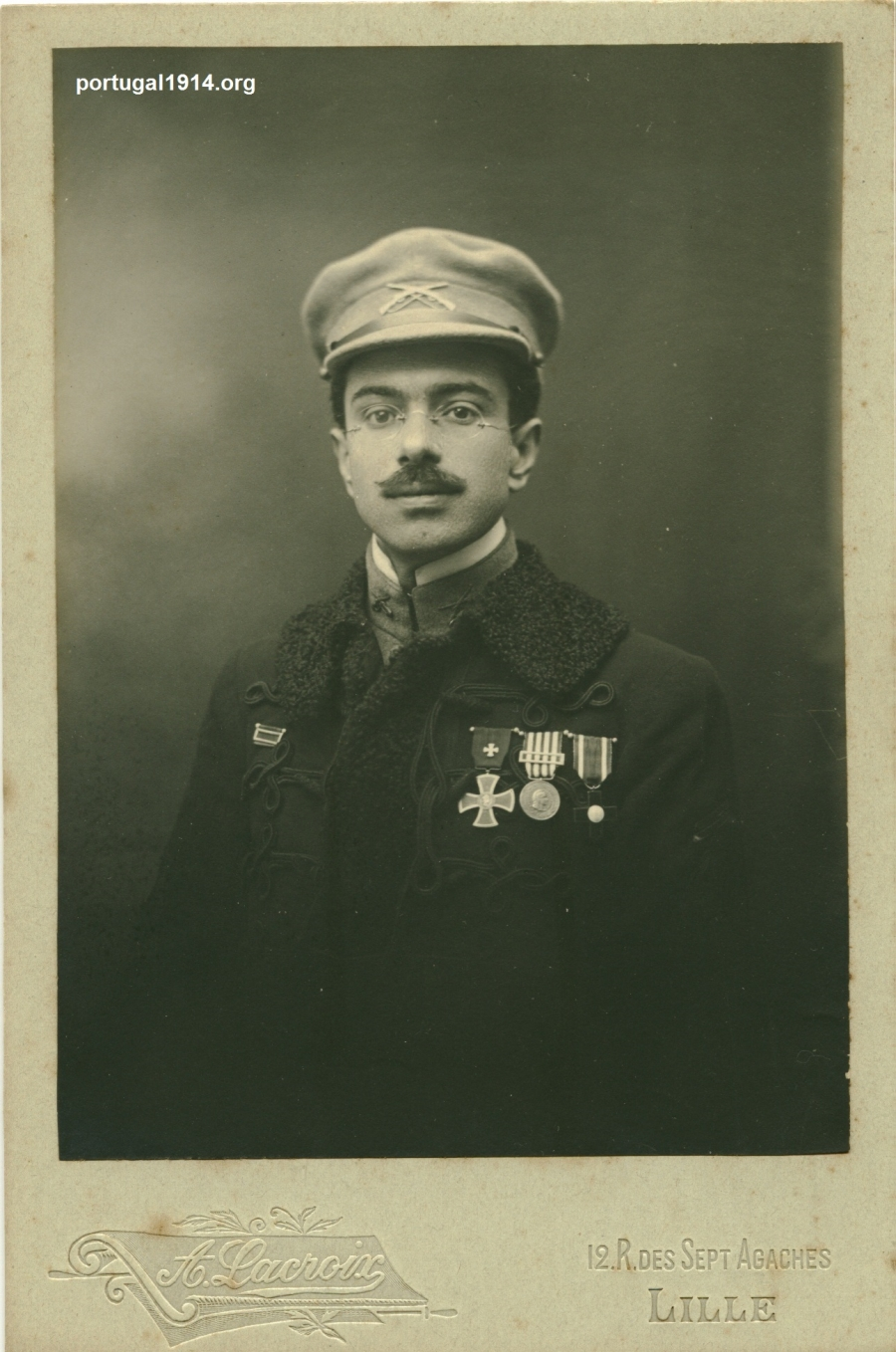
José Ribeiro Barbosa

José Ribeiro Barbosa nasceu em Joane, Vila Nova de Famalicão, em 29 de Janeiro de 1887. Era oriundo de uma família de industriais que sempre se dedicaram ao sector têxtil.
Alistou-se como voluntário e foi acolhido no Regimento de Infantaria nº 8 de Braga, em 1906, onde fez o curso da Escola do Exército.
Foi promovido a alferes em 1911, a tenente em 1913 e a capitão em 1917. Foi com essa patente que fez uma comissão de serviço na Guiné, em Cacheu, entre 1914 e 1916, quando foi transferido e incorporado no 1º Batalhão de Infantaria nº 29 de Braga, que partiria depois para França a 22 de Abril de 1917.
Em França, esteve em diversos locais e tomou parte dos intensos combates do C.E.P. Foi Diretor da Escola de Esgrima de Baioneta e cursou ainda na Escola de Granadeiros e Metralhadoras Ligeiras. Na 3ª Companhia de Infantaria nº29 guarneceu a 1ª linha e tomou parte na defesa do sector de Boutillerie (Fleurbaix). Num ataque alemão o Batalhão repeliu o inimigo e fez diversos prisioneiros. Foi então colocado no Estado-maior da Arma, tendo ainda comandado a 1ª Companhia de Infantaria que se encontrava a combater do sector de Ferme de Bois (Richebourg).
Foi ao comando da Companhia que dirigiu a defesa do sector de Ferme de Bois II, sendo o inimigo repelido então com grandes perdas. O 9 de Abril de 1918 apanhá-lo-ia no Front, como tantos outros seus compatriotas.
Nesse fatídico dia comandou a 2ª Companhia do Grupo de Ciclistas naquela que ficou conhecida como Batalha de La Lys ou Batalha do Lys. Só retornaria a Portugal, já finda a guerra, a 5 de Junho de 1919. O embarque e viagem para a pátria ocorreram no navio inglês Northwestern Miller que, à época, era um dos navios
utilizados para o retorno a casa de tropas portuguesas.
José Ribeiro Barbosa recebeu diversos louvores pelo seu valor e comando dos seus homens. Foi louvado pelo desempenho das suas funções de Diretor da Escola de Baioneta, onde demonstrou notável aptidão e conseguiu os melhores resultados na instrução da sua especialidade. Foi igualmente louvado pela muita competência, zelo e sangue frio demonstrado durante um ataque inimigo, assim como pela forma como dirigiu, na 1ª linha, os seus subordinados, dando-lhes belos exemplos do que era bravura e coragem, e incutindo-lhes a serenidade necessária, pois ele mesmo estava imbuído da mesma. Nada pedia aos seus que não praticasse e fizesse na frente de combate.
Condecorado com a Cruz de Guerra, Medalha da Vitória, Medalha Comemorativa da Campanha de França “Legenda
1917-1918”, Cruz Vermelha de Dedicação, Medalha de Agradecimento da Cruz Vermelha Portuguesa, Medalha de Prata da Classe de Comportamento Exemplar, e com a possibilidade de usar o Distintivo, a que se refere o Regulamento das Ordens Militares Portuguesas, com as cores azul e branco.
Depois de regressado à Pátria, foi colocado no Batalhão de Caçadores nº9 de Braga. Ali recebeu um louvor pela lealdade de que sempre deu provas e pela inteligência que sempre revelou no desempenho das funções a seu cargo, sendo-lhe atribuído o grau de Oficial da Ordem Militar de Avis
José Ribeiro Barbosa foi apoiante do Movimento de 28 de Maio de 1926. Pela defesa e apoio do mesmo foi nomeado Governador Civil de Braga, cargo que desempenhou durante 3 anos. Foi-lhe então atribuído o grau de Cavaleiro da Ordem Militar de Cristo.
Contudo, não venceria uma última batalha. A morte procurou-o muito cedo, tendo apenas 43 anos de idade. Tinha chegado a
sua última viagem… Desta vez não contemplaria batalhas, em África ou em França.
José Ribeiro Barbosa faleceu em Braga em 1930.
```
[
15
]
```

### Doutor Adão Salgado Vaz de Faria
(Cónego)

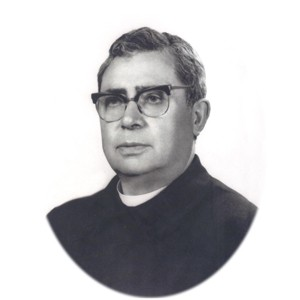
Cónego Doutor Adão Salgado Vaz de Faria

O Cónego Doutor Adão Salgado Vaz de Faria, natural de Joane, Vila Nova
de Famalicão, prestou diversos serviços na Arquidiocese de Braga e fora dela.
Porém, em todos os lados distinguiu-se como pregador, confessor, animador
litúrgico das assembleias celebrantes, diretor espiritual e assistente de
organismos especializados da Ação Católica, da Pia União das filhas de Maria e
dos Cruzados de Fátima, bem como diretor da O.V.S. (Obra das Vocações e
Seminários). Foi esta sua intensa atividade pastoral, que criou as condições
para que fosse o escolhido por Deus para Fundador da Obra da Divina Providência
e Sagrada Família, gérmen de uma nova Congregação, que havia de surgir algum
tempo mais tarde, mantendo o mesmo nome.
Ao percorrer as Paróquias da Arquidiocese, e não só, como homem de
coração solicito:
a) Contactou com a realidade eclesial de então:
Cristianismo revestido de incoerências e falta de autenticidade (em
geral)
Situação que marcava a vida
religiosa: saídas por doença, impossibilidade de entrar por falta de saúde,
falta de dote, iliteracia, defeitos de ordem física, filhas ilegítimas, filhas
únicas e por outras razões …
Leigas celibatárias por opção: dificuldades próprias da velhice ou em
consequência de alguma doença que as limitava e fazia sentir necessidade de
amparo; necessidade de vida espiritual mais intensa.
b) Olhou com atenção a realidade social do seu tempo:
Materialismo crescente
Fenômeno da emigração na época (mais dos homens)
Escravatura sexual da mulher
Crianças com necessidade de amparo
Decisivo em todo o processo foi o Retiro orientado à J.O.C.F.
(Organismo especializado da Ação Católica de então), em Abril de 1944. Parte do
Grupo que participou, cerca de 70 jovens, mostrou desejo de viver o que escutou
na pregação durante o retiro e em ambiente semelhante, na mesma casa onde
aquele decorreu. O Doutor Adão, deixou-se interpelar por tudo isto e foi dócil
aos impulsos do Espírito Santo na busca de uma resposta, para quem lha pedia
com muita insistência e começou a fazer as suas diligências nesse sentido.

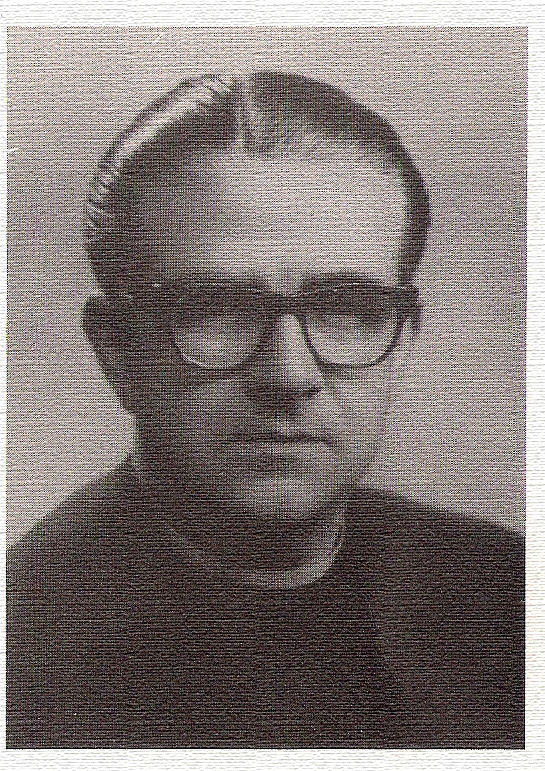
Padre Benjamim Salgado

### Padre Benjamim Salgado
(Presidente da Câmara de Vila Nova de Famalicão) 

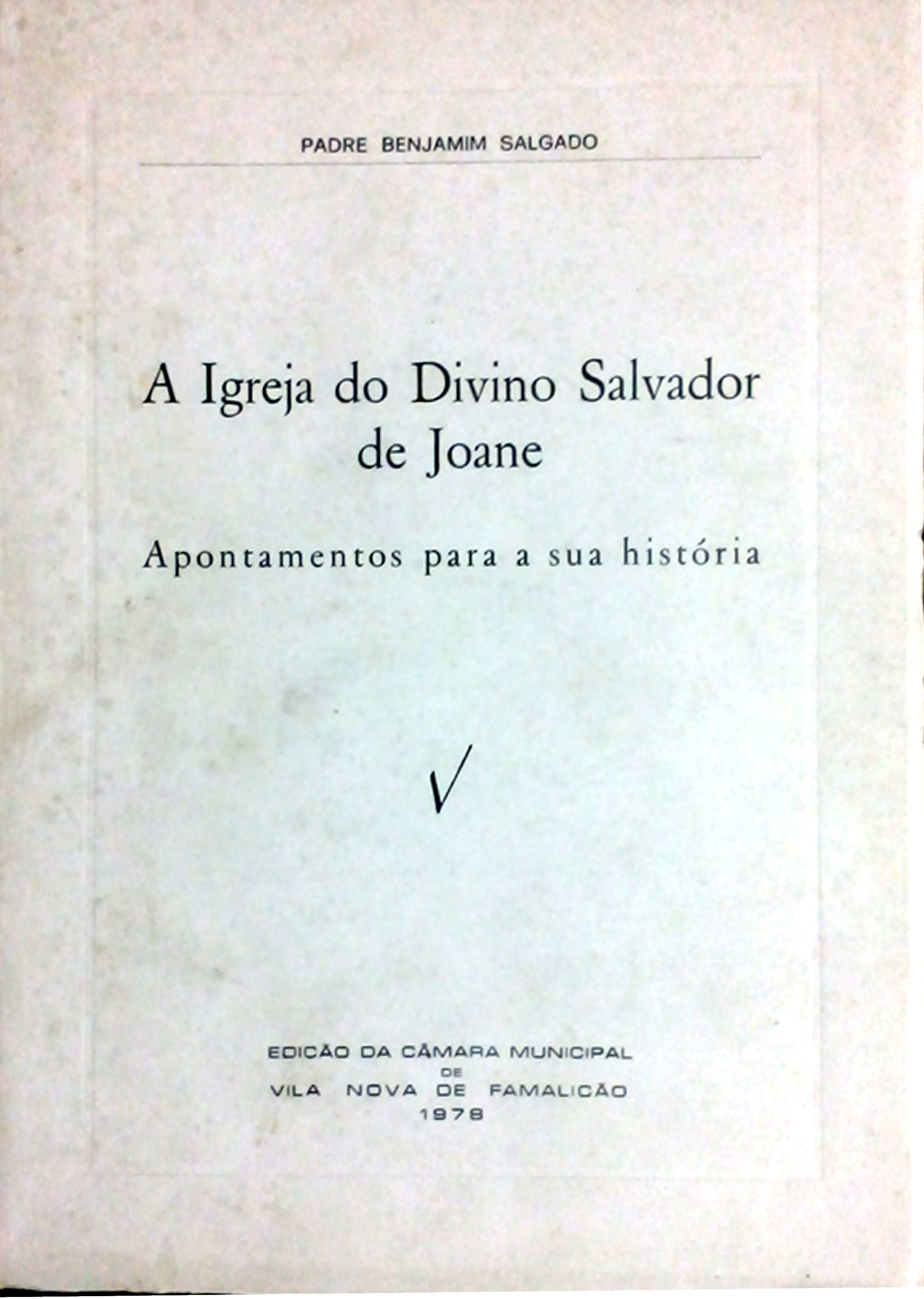
A Igreja do Divino Salvador de Joane - Autor: Padre Benjamim Salgado

O Padre Benjamim Salgado, nasceu em Joane a 8 de Maio de 1916.
Os primeiros anos da sua vida foram passados com os pais, em Joane, onde frequentou a escola primária local desde 1923 até 1927. É em Joane que, ainda criança, inicia a sua relação com a cultura e a arte, manifestando capacidades inatas para a música e teatro.
Concluída a primeira etapa da sua formação académica ingressa em 1927 no Seminário de Braga. Frequentou o curso de Humanidades, Filosofia e Teologia. Estudou ainda Oratória, na área da música, Harmonia/Composição Musical e em 1938 é ordenado sacerdote.
Dotado de grande humildade e simplicidade, desenvolve um importante conjunto de atividades, que fazem dele uma personalidade querida por todos os que com ele contactaram.
Após ser ordenado sacerdote, desenvolve uma série de atividades entre as quais ligadas à cultura. Compositor e regente de coros, é uma das mais plurifacetadas personalidades bracarenses. Foi, além de pároco e compositor para a liturgia, professor de Canto Gregoriano, História da Música, Piano e Harmónio, no Seminário Conciliar de Braga, diretor do jornal "Correio do Minho", fundador e diretor artístico de coros, diretor geral da Fundação Cupertino de Miranda, diretor da Casa de Camilo.
Em 1957, assumiu a direção do Orfeão Famalicense que, com as solicitações dos Encontros de Coros, o levou a dedicar-se às músicas corais sacra e profana. Foi membro da Comissão Bracarense de Música Sacra e colaborou na NRMS, na adesão às mudanças litúrgicas trazidas pelo Concílio Vaticano II.
Em 2 de Janeiro de 1960, torna-se Vereador da Cultura, Viação e Trânsito e mais tarde, assume o lugar de Presidente da Câmara. Entre o leque de atividades que levou a cabo, destaca-se o empenho na renovação da Biblioteca, tendo sido seu diretor entre 1961 e 1971.
Faleceu a 28 de Janeiro de 1978
Nos vários campos da sua ação, salientam-se as seguintes atividades:
Pároco de S. Paio de Antas (Esposende) e de Requião (Famalicão)
Professor de Português no Seminário de Nª Sª da Conceição
Professor no Colégio de Riba d'Ave
Professor de Música no Seminário Conciliar
Membro da Comissão Arquidiocesana de Música Sacra
Fundador e Diretor do Coro do Centro de Arte e Cultura Popular de Bairro
Fundador e Diretor do Grupo Coral de Oliveira S. Mateus
Fundador e Diretor do Orfeão das Fábricas Riopele
Diretor Artístico do Orfeão Famalicense
Assistente Regional de Braga do Corpo Nacional de Escutas - Escutismo Católico Português
Diretor do Jornal "O Correio do Minho"
Diretor Cultural da Fundação Cupertino de Miranda
Diretor Cultural da Casa de Camilo e do Boletim Cultural
Presidente da Assembleia Geral do Grupo Desportivo de Joane
Presidente da Câmara Municipal de Vila Nova de Famalicão

Publicações:

A Igreja do Divino Salvador de Joane, Apontamentos Para a Sua HistóriaEd. Câmara Municipal de Vila Nova de Famalicão,1978

Camilo em Datas, Factos e ComentáriosEd. Fundação Cupertino de Miranda, 1972 (Imagem 1 -  )

## Prof. Doutor Frei Padre Joaquim Ferreira Fernandes
http://www.carmelitas.pt/site/padres/joaquimfernandes.php
Carmelita
Faleceu de doença no Funchal, onde ajudava toda gente e nada tinha, tudo pertencia a Ordem dos Carmelitas Descalços.
|                      |                                                   |
|                      |                                                   |
| Falecimento          | 16 de março de 2004                               |
| Nascimento           | 14 de fevereiro de 1942 – Joane, Braga            |
| Pais                 | Silvestre Fernandes e Rosa Ferreira               |
| Baptismo             | 22 de Fevereiro de 1942                           |
| Noviciado            | 18 de Setembro de 1958                            |
| Tomada de hábito     | 18 de setembro de 1958                            |
| Profissão temporária | 19 de setembro de 1959                            |
| Profissão solene     | 19 de março de1964                                |
| Filosofia            | 1960-1693                                         |
| Teologia             | 1963-1968                                         |
| Diaconado            | 6 de Novembro de 1966                             |
| Presbiterado         | 11 de março de 1967                               |
| Estudos              | Mestrado em Filosofia e Licenciatura em Teologia. |

## Património  Histórico

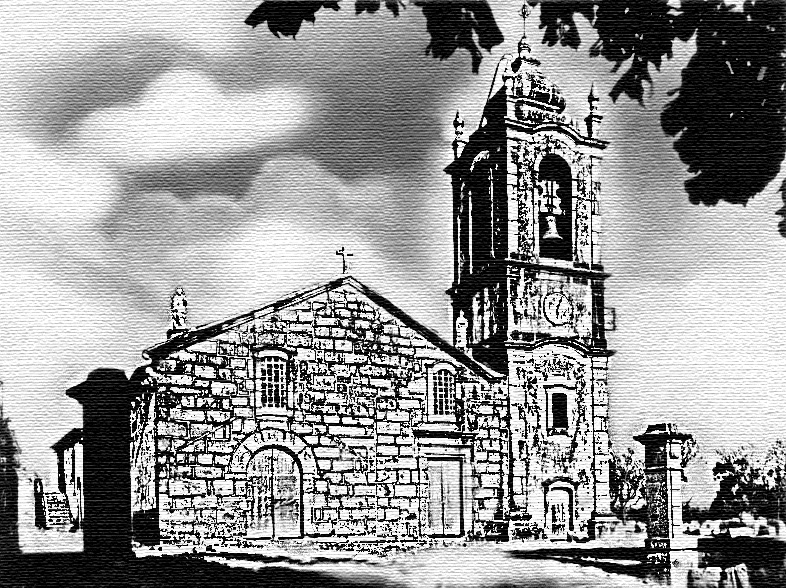
Igreja do Divino Salvador de Joane
(Demolida em 11 de Março de 1978)
Introdução:
Os dados inseridos têm como base o livro, A Igreja do Divino Salvador, escrito pelo Padre Benjamim Salgado. Tal como o livro indica na sua capa, a sua obra retrata apontamentos históricos para conservação de memória futura.
Texto de 1065:
“Baseliga fundata est in villa Joannis subtus mons kastro vermui território portugalense prope ribulo pel in ore sanctorum sancti salvatoris sancte marie sempre virginis sanctorum apostolurum petri et pauli, etc.”
Tradução:
“Foi fundada uma basílica na vila de Joane, no sopé do monte do Castelo de Vermoim, em território portucalense, junto do rio Pele, em honra
dos santos S. Salvador, Santa Maria sempre Virgem, santos Apóstolos Pedro e Paulo, etc.”  
1758 - Dicionário Geográfico de Padre Luís Cardoso.  
Livro 18, folhas 193-198
“Esta freguesia, o seu padroeiro é o Salvador de Joane; (…)
A igreja desta freguesia é de duas naves: uma é a que tem a capela-mor, aonde está a imagem do Salvador, e a outra é do Santíssimo Sacramento e tem também sua capela, onde está o sacrário do mesmo Senhor e sua tribuna e retábulo para as funções das festas em que se expõe. Tem confraria e é das mais antigas que há nestas vizinhanças.
Também se denomina esta igreja o Mosteiro de Joane.
Vulgarmente se diz fora dos Templários. (…)
Na igreja desta freguesia há cinco altares, que são: a capela-mor, aonde está a imagem do Salvador; outro é o do Santíssimo
Sacramento; e nesta nave, abaixo do arco da capela do Senhor, da banda da
epístola, está o altar de Santo António e tem este sua irmandade, que tem
quatro jubileus no decurso do ano; na outra, que é dos fregueses, no lado da
parte do evangelho, abaixo do arco da, capela-mor, está o altar de Nossa
Senhora do Rosário, que também tem irmandade e confrades da mesma Senhora e tem
muitas indulgências; abaixo deste altar está outro, da mesma parte, que é do
Nome de Deus, aonde também está uma grande imagem do Senhor Crucificado com o
título da Agonia.
As duas naves desta igreja se dividem por arcos,
que tem pelo meio, entre os corpos de cada uma e das capelas que ambas têm, e
cada uma das ditas naves tem seu coro.”
A torre
“Quanto á torre da igreja, fica a saber-se que foi construída
entre 1780 e 1782. Com efeito, diz-se na acta da Visitação de 1780: a torre que
sei quererem fazer» e refere «um sino tão óptimo» que deve ser posto no seu
lugar; ao passo que na acta relativa a 1782 lê-se: «a torre concluiu-se há
poucos dias» Esta visita fora a 14 de Setembro.”
Frescos
 “… o fresco da igreja
de Joane, classificado em Fevereiro de 1974
como imóvel de interesse público, embora em mau estado, ou mesmo por isso,
carece de urgente trabalhos de restauro, não só porque aos responsáveis
incumbe a salvaguarda e zelo de todo o património artístico recebido do
passado, como para que «Joane (…) se possa orgulhar de neste domínio cultural
se irmanar com outras terras do nosso País e da Europa onde existem pinturas
morais»”
Extratos do Livro A Igreja do Divino Salvador do Padre Benjamim Salgado -  Falecido a 28 de Janeiro de 1978, sensivelmente  dois meses antes da demolição da igreja. Joane perdeu um seu defensor e a Igreja.  

## Executivo da Junta de Freguesia
Presidente :António José Oliveira
Secretário : Luís Santos Machado
Tesoureiro : António Mendes
1.º Vogal - Cláudio Cadeia
2.º Vogal :Quitéria Campos
Membros
Joaquim Lima (PS)
Paula Campos (PS)
Fátima Fonseca Machado (PS)
Fernando Dias Pereira (PS)
Adelino Ribeiro (PS)
Luis Melo (PS)
Helena Silva(PS)
António Soares (PS)
Carlos Rego (PS)
Marciana Teixeira(PS)
Cristina Peixoto(PSD)
Francisco Fernandes(PSD)
Miguel Coelho(PSD)

## Resultados eleitorais para a Junta de Freguesia
| Partidos | %    | M    | %    | M    | %    | M    | %    | M    | %    | M    | %    | M    | %    | M    | %    | M    | %    | M    | %    | M    | %    | M    |
| Partidos | 1976 | 1976 | 1979 | 1979 | 1982 | 1982 | 1985 | 1985 | 1989 | 1989 | 1993 | 1993 | 1997 | 1997 | 2001 | 2001 | 2005 | 2005 | 2009 | 2009 | 2013 | 2013 |
| -------- | ---- | ---- | ---- | ---- | ---- | ---- | ---- | ---- | ---- | ---- | ---- | ---- | ---- | ---- | ---- | ---- | ---- | ---- | ---- | ---- | ---- | ---- |
| CDS-PP   | 51,3 | 5    | 45,8 | 6    | 31,3 | 4    | 11,7 | 1    | 19,7 | 2    | 23,4 | 3    | 7,3  | 1    |      |      |      |      |      |      |      |      |
| PS       | 30,5 | 3    | 26,2 | 4    | 37,3 | 5    | 65,5 | 6    | 60,1 | 6    | 64,3 | 9    | 50,6 | 7    | 36,2 | 5    | 51,1 | 7    | 51,0 | 7    | 55,1 | 8    |
| PPD/PSD  | 16,4 | 1    | 23,0 | 3    | 25,9 | 4    | 19,7 | 2    | 15,6 | 1    |      |      | 36,1 | 5    |      |      |      |      |      |      |      |      |
| APU/CDU  |      |      | 3,9  |      | 3,4  |      | 1,3  |      | 2,7  |      | 7,5  | 1    | 3,8  |      | 3,0  |      | 2,7  |      | 2,5  |      | 4,1  |      |
| PSD-CDS  |      |      |      |      |      |      |      |      |      |      |      |      |      |      | 34,0 | 5    | 38,8 | 6    | 39,7 | 6    | 36,4 | 5    |
| IND      |      |      |      |      |      |      |      |      |      |      |      |      |      |      | 24,0 | 3    |      |      |      |      |      |      |